# Jat (volk)
De Jat (Hindi: जाट, Punjabi: ਜੱਟ) zijn een traditionele boerenstam uit Himachal Pradesh, Jammu, Uttarakhand, Beloetsjistan, Haryana, Punjab, Uttar Pradesh en Rajasthan.